# Kristof Vandewalle
Kristof Vandewalle (Courtrai, 5 aprile 1985) è un ex ciclista su strada belga, professionista dal 2008 al 2015. Specialista delle prove a cronometro, vinse tre titoli nazionali di specialità e due titoli mondiali nella cronometro a squadre.

## Carriera
Cominciò a praticare ciclismo all'età di 15 anni, come riabilitazione dopo un infortunio al ginocchio sofferto durante una partita di calcio. Nell'ultima stagione nella categoria dilettanti, nel 2007, ottenne una vittoria di tappa nel prestigioso Tour de l'Avenir; fu inoltre settantottesimo nella prova in linea Under-23 ai campionati del mondo di Stoccarda.
Passò professionista nel 2008 con la Topsport Vlaanderen-Mercator; conseguì il primo successo tra i pro due anni dopo, nel 2010, imponendosi nel Gran Premio del Canton Argovia. Nel 2011 si trasferì alla Quickstep, venendo selezionato per il Giro d'Italia e la Vuelta a España. L'anno dopo, tra le file della Omega Pharma-Quickstep, si laureò campione belga a cronometro. Sempre nel 2012, dopo aver partecipato ancora alla Vuelta a España, ottenne il titolo iridato nella cronometro a squadre ai campionati del mondo di Valkenburg.
Si ritira dall'attività nel 2015, a soli trent'anni.

## Palmarès
- 2001

Gouden Fiets Eddy Merckx
- 2003

1ª tappa Route de l'Avenir (cronometro)
2ª tappa Route de l'Avenir
Classifica generale Route de l'Avenir
- 2006

Classifica generale Tweedaagse van de Gaverstreek
- 2007

3ª tappa Tour de l'Avenir (Pipriac > Cholet)
- 2010

Gran Premio del Canton Argovia
- 2012

Campionati belgi, Prova a cronometro
- 2013

Prologo Tre Giorni delle Fiandre Occidentali (cronometro)
Classifica generale Tre Giorni delle Fiandre Occidentali
Campionati belgi, Prova a cronometro
- 2014

Campionati belgi, Prova a cronometro
7ª tappa Österreich-Rundfahrt (Podersdorf am See, cronometro)
7ª tappa Tour de Pologne (Cracovia, cronometro)

### Altri successi
- 2012 (Omega Pharma-Quickstep)

2ª tappa, 2ª semitappa Tour de l'Ain (cronosquadre, Saint-Vulbas)
Campionati del mondo, Cronometro a squadre
- 2013 (Omega Pharma-Quickstep)

Campionati del mondo, Cronometro a squadre

## Piazzamenti

### Grandi Giri
- Giro d'Italia

2011: 93º
2015: non partito (15ª tappa)
- Vuelta a España

2011: 104º
2012: 91º
2013: ritirato (15ª tappa)
2014: 87º

### Classiche monumento
- Liegi-Bastogne-Liegi

2010: 134º
2011: 19º
2013: 133º
- Giro di Lombardia

2009: 110º
2012: ritirato

### Competizioni mondiali
- Campionati del mondo

Stoccarda 2007 - In linea Under-23: 78º
Valkenburg 2012 - Cronosquadre: vincitore
Valkenburg 2012 - Cronometro: 24º
Firenze 2013 - Cronosquadre: vincitore
Toscana 2013 - Cronometro: 16º
Ponferrada 2014 - Cronometro Elite: 24º